# 타카시마 레이코
다카시마 레이코(일본어: 高島礼子, 1964년 7월 25일 ~ , 가나가와현 요코하마시)는 일본의 배우로, 소속사는 에이벡스 엔터테인먼트이다.

## 출연

### 드라마
- 2009년 《천지인》 (NHK 대하드라마) - 센토우인 역
- 2010년 《10년 후에도 너를 사랑해》
- 2011년 《노리코, 서울에 가다》 - 모리 노리코 역

### 영화
- 2007년 《마지막 사랑》
- 2018년 《그 아이의, 포로》 - 토키나 카나에 역